# HD 40307
HD 40307 är en orange (Klass K) huvudserienstjärna. Den ligger cirka 42 ljusår bort i stjärnbilden Målaren.

## Planeter
HD 40307 har minst sex planeter, minst en av dem är i den beboeliga zonen.
| Namn | Massa (x M⊕) | Halv-stor axel (AU) | Omloppstid (dygn) |
| ---- | ------------ | ------------------- | ----------------- |
| b    | >4           | 0.0468              | 4.3               |
| c    | >6.6         | 0.0799              | 9.6               |
| d    | >9.5         | 0.1321              | 20.43             |
| e    | >3.5         | 0.1886              | 34.6              |
| f    | >5.2         | 0.247               | 51.76             |
| g    | >7           | 0.6                 | 197.8             |